# Alessandra Mao
Alessandra Mao (Venezia, 7 marzo 2011) è una nuotatrice italiana, specializzata nello stile libero.

## Biografia
Veneziana d'origine, cresce al Lido, per poi trasferirsi con la famiglia a Mogliano Veneto. Si forma sportivamente a Preganziol, nelle file del Team Veneto ASD, sotto la guida di Mattia Santi e Andrea Franconetti.
Si segnala a livello nazionale nel 2024: due giorni prima di compiere tredici anni, viene schierata nella squadra del Team Veneto per la staffetta 4×100 m stile libero ai campionati nazionali primaverili (suo esordio assoluto), conclusa al quinto posto come miglior club non militare. Poco dopo esordisce ai Criteria (campionati nazionali giovanili), migliorando quattro record italiani di categoria Esordienti A (sui 100, 200, 400 e 1500 metri stile libero); alla successiva edizione, nel 2025, abbassa ulteriormente i record sui 100 e 200 m stile libero.
Ai campionati nazionali primaverili 2025 ottiene la prima affermazione assoluta, vincendo la gara dei 200 metri stile libero: iscrittasi con un personale attorno 2'03", migliora già in batteria il record italiano ragazze (nuotando in 2'00"53) per poi far suo il titolo nazionale in 1'58"86, con un progresso di oltre quattro secondi rispetto al precedente primato di Diletta Carli, stabilito nel 2010 in 2'02"77. Nello stesso anno esordisce a livello internazionale, prendendo parte agli europei giovanili di Šamorín (dove ottiene due ori e due argenti nelle staffette), all'EYOF di Skopje (salendo per quattro volte sul gradino più alto del podio e migliorando, nei 100 metri stile libero, il record italiano ragazze con il crono di 54"98) e ai mondiali giovanili di Otopeni, nel corso dei quali vince una medaglia di bronzo nella 4x200 metri stile libero.

## Palmarès
- Mondiali giovanili

Otopeni 2025: bronzo nella 4x200m sl.
- Europei giovanili

Šamorín 2025: oro nella 4x200m sl e nella 4x100m misti, argento nella 4×100m sl e nella 4x100m misti mista.
- EYOF

Skopje 2025: oro nei 100m sl, nei 200m sl, nella 4x100m sl mista e nella 4x100m misti mista, argento nella 4x100m sl e nella 4x100m mista.

### Campionati italiani
| Anno | Edizione    | sl 200 m |
| ---- | ----------- | -------- |
| 2025 | Primaverili | 1        |

## Progressione
| Vasca da 50 metri | Vasca da 50 metri | Vasca da 50 metri | Vasca da 50 metri | Vasca da 50 metri | Vasca da 50 metri | Vasca da 50 metri | Vasca da 50 metri |
| ----------------- | ----------------- | ----------------- | ----------------- | ----------------- | ----------------- | ----------------- | ----------------- |
| Anno              | 50 sl             | 100 sl            | 200 sl            | 400 sl            | 800 sl            | 1500 sl           | 200 mx            |
| 2024/2025         | 25''64            | 54''98            | 1'58''86          | 4'19''98          | ---               | ---               | 2'18''46          |
| 2023/2024         | 26''26            | 56''49            | 2'03''00          | 4'18''20          | 8'50''78          | 17'33''79         | 2'27''78          |
| 2022/2023         | 28''35            | 1'00''80          | 2'13''61          | 4'36''39          | 9'40''61          | ---               | 2'34''06          |

| Vasca da 25 metri | Vasca da 25 metri | Vasca da 25 metri | Vasca da 25 metri | Vasca da 25 metri | Vasca da 25 metri | Vasca da 25 metri |
| Anno              | 50 sl             | 100 sl            | 200 sl            | 400 sl            | 800 sl            | 1500 sl           |
| ----------------- | ----------------- | ----------------- | ----------------- | ----------------- | ----------------- | ----------------- |
| 2024/2025         | 25''42            | 54''90            | 1'58''01          | 4'12''01          | 8'48''09          | ---               |
| 2023/2024         | 26''35            | 55''56            | 2'00''33          | 4'15''51          | 8'51''91          | 16'48''81         |